# María de Sajonia-Weimar-Eisenach
María Luisa Alejandrina de Sajonia-Weimar-Eisenach (Weimar, 3 de febrero de 1808-Berlín, 18 de enero de 1877) fue una princesa de Sajonia-Weimar-Eisenach, la hija mayor de Carlos Federico, gran duque de Sajonia-Weimar-Eisenach, y de la gran duquesa María Pávlovna de Rusia.

## Matrimonio e hijos
Se casó con el príncipe Carlos de Prusia el 26 de mayo de 1827, en Charlottenburg. El matrimonio tuvo tres hijos:
- Federico Carlos (Federico Carlos Nicolás) (1828-1885), se casó con María Ana de Anhalt-Dessau, hija del duque Leopoldo IV de Anhalt.
- Luisa (María Luisa Ana) (1829-1901), se casó con el landgrave Alexis de Hesse-Philippsthal-Barchfeld (1828-1905).
- Ana (María Ana Federica) (1836-1918), se casó con Federico Guillermo de Hesse, landgrave de Hesse-Kassel.

- Datos: Q60919
- Multimedia: Marie of Saxe-Weimar / Q60919